# Ceulenaersmolen

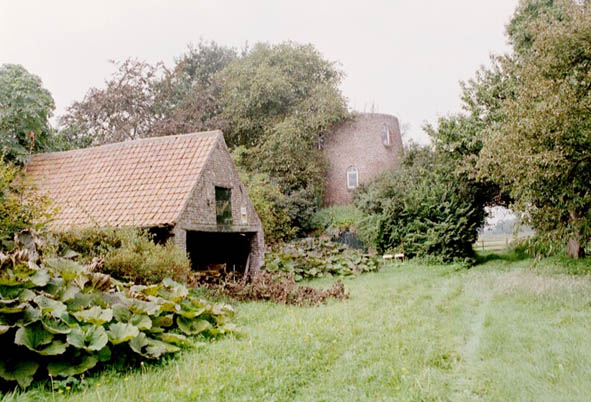
De molen in 2003

De Ceulenaersmolen is een molenrestant in de tot de Oost-Vlaamse gemeente Maldegem behorende plaats Kleit, gelegen aan Kleitkalseide 55.
Deze ronde stenen molen van het type beltmolen fungeerde als korenmolen.

## Geschiedenis
De Ceulenaersmolen werd gebouwd in 1865-1866 en de stenen werden gebakken van ter plaatse gewonnen klei. In 1924 werd een gasmotor geplaatst en werd voortaan zowel op de wind als met de motor gemalen. In 1939 werd het wiekenkruis en de kap verwijderd. Vervolgens werd de molenbelt afgegraven en in 1943 werd het bovenste deel van de stenen romp, de luizolder, eveneens afgebroken. Tot 1969 was in de afgeknotte romp nog een mechanische maalderij werkzaam.
Het molenrestant is in slechte staat, en brokkelt deels af. Wel zijn er nog enkele onderdelen van het oorspronkelijke molenbedrijf aanwezig. In 2004 werd het molenerf, met romp en molenaarshuis, geklasseerd als monument.
- Inventaris van het Bouwkundig Erfgoed (Vlaanderen): 50578